# Lycianthes sanctaemarthae
Lycianthes sanctaemarthae är en potatisväxtart som beskrevs av Friedrich August Georg Bitter. Lycianthes sanctaemarthae ingår i Himmelsögonsläktet som ingår i familjen potatisväxter. Inga underarter finns listade i Catalogue of Life.